# 久久能智
久久能智（日语：ククノチ）是《古事記》中的記載，而《日本書紀》則被稱作句句廼馳，祂是日本神話中的木神。

## 概要

### 古事記之記載
根據《古事記》上卷的記載，伊邪那岐命和伊邪那美命生下風神志那都比古後，又生下了木神久久能智；隨後出生的是山神大山津見和野神鹿屋野比賣神。

### 日本書紀之記載
《日本書紀》卷第一神代上則記載，在山神、川神、海神出生後，伊奘諾尊和伊奘冉尊產下了木之精句句廼馳，隨後出生的是草之精草祖草野姬（亦名野槌）。

## 解說
在日語裡，「クク」一詞由「木木」（日语：キキ・キギ）一詞轉變而來，形容與莖同根樹一直豎立生長；「ノ」是「之」的意思；「チ」是「神靈」的意思；因此「ククノチ」意思就是「莖之神、木之神」。不過該神祇在《延喜式》〈祝詞〉內卻出現另一個「屋船久久遲命」（日语：やふねくくのちのみこと）的名字，一般認為即為久久能智，而屋船久久遲命為日本民間上棟式（建築開工前的動土祭神儀式）的祭神之一。

## 信仰
在日本，奉祀久久能智的神社主要有：
- 公智神社（兵庫縣西宮市）
- 久久比神社（兵庫縣豐岡市）
- 樽前山神社（北海道苫小牧市）

## 內部連結
- 鹿屋野比賣神
- 大山津見
- 五十猛神

## 外部連結
- （日語）兵庫縣神社誌：公智神社 （页面存档备份，存于）